# Grot van La Naulette
De Grot van La Naulette (Frans: Trou de La Naulette) is een karstgrot en paleoantropologische vindplaats in de Belgische gemeente Houyet aan de Lesse. Ze is in 1866 onderzocht door Edouard Dupont. Hij vond er enkele neanderthalerfossielen die belangrijke bewijsstukken waren voor de toen nog controversiële theorie van Charles Darwin over menselijke evolutie.

## Site
De grot is gelegen in de vallei van de Lesse kort voor de samenvloeiing met de Maas, in de deelgemeente Hulsonniaux op minder dan een kilometer ten zuidwesten van het dorp Chaleux. In een Dinantiaans kalksteenmassief ongeveer 25 m boven de rivier opent zich de hoofdingang naar het westen. Een 15 m lange tunnel leidt naar een ruime zaal van 15 m lang en 11 m breed. Een tweede, kleinere ingang op ongeveer dezelfde hoogte opent naar het noordoosten.

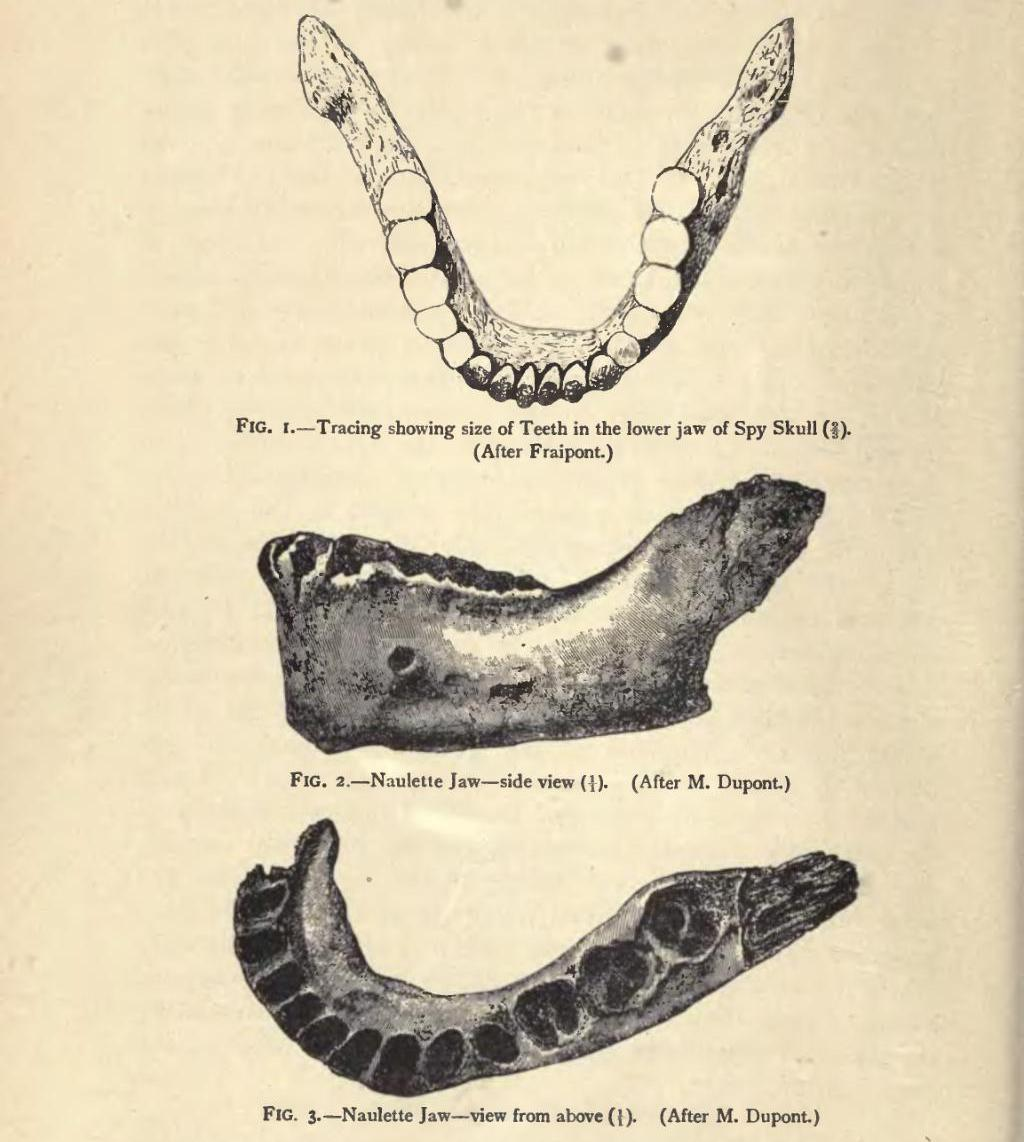
Weergave en reconstructie van de onderkaak

## Opgravingen
In het kader van een regeringsopdracht begon Dupont in januari 1866 met opgravingen in de Trou de la Naulette, op een terrein dat eigendom was van de familie Brugmann. In maart vond hij een tandenloze linkeronderkaak, een ellepijp en een derde middenhandsbeen, stratigrafisch geassocieerd met uitgestorven diersoorten (neushoorn, rendier, mammoet). In de zomer keerde hij terug in de hoop een compleet skelet te vinden. Hij groef de 11 m dikke sedimentenlaag af tot de rotsbodem, wat nog een menselijke hoektand opleverde. Er was geen lithisch materiaal.
Vanaf 1999 werd een nieuwe campagne uitgevoerd door de Directie Archeologie van de Waalse overheid.
De vondsten van Dupont worden bewaard in het Museum voor Natuurwetenschappen te Brussel. De hoektand raakte zoek.

## Classificatiedebat
De vondsten van Dupont waren een belangrijk gegeven in het debat over de evolutie van de mens. Eerdere vondsten in de Neandervallei waren controversieel omdat een stratigrafische context ontbrak. De fragmentarische resten van La Naulette hadden die wel en werden dan ook druk besproken in Londen en Parijs. Paul Broca zag in de onderkaak "het eerste feit dat een anatomisch argument levert aan de darwinisten". In 1886 namen de completere fossielen van Spy de laatste twijfel weg.
Met latere kennis vallen de resten van La Naulette te classificeren als die van een vrouwelijke jongvolwassen neanderthalmens. Ze zijn niet met precisie dateerbaar, maar de diepe vindlaag en archaïsche kenmerken van de onderkaak doen vermoeden dat ze ouder zijn dan de "klassieke" neanderthaler.